# Hydrorchis
Hydrorchis là một chi thực vật có hoa trong họ, Orchidaceae.